# 復刊
復刊（ふっかん）とは、発行を中止または廃止していた出版物を再び刊行すること。

## 事例
| 休刊・絶版した媒体     | 休刊・絶版の事由                     | 復刊後の媒体・出版社等                                   |
| ---------------------- | ------------------------------------ | -------------------------------------------------------- |
| Seed Comics            | 出版元のぺんぎん書房倒産             | IKKIコミックス（小学館）、Gum Comics                     |
| コンプコミックス       | 角川書店のコミックコンプティーク休刊 | 電撃コミックス（メディアワークス）                       |
| シュベール出版の出版物 | シュベール出版の倒産                 | シュベール出版を統合したリイド社、および大都社により復刊 |

## 取り組み
復刊ドットコムでは、対象作品に票が投じられることによって復刊を目指す取り組みを行っている。また、新潮社は2007年8月から新潮文庫にて毎月2冊の文学作品を出版している。